# Arapaimidae
Arapaimidae är en familj av fiskar som ingår i ordningen bentungeartade fiskar. Enligt Catalogue of Life omfattar familjen Arapaimidae 2 arter men Fishbase listar 5 arter. Arterna listades tidigare i familjen Osteoglossidae.
Släktet Arapaima förekommer i norra Sydamerika och fanntang (Heterotis niloticus) i mellersta Afrika där de bygger stora bon som kan bli över en meter i diameter.

## Taxonomi
Släkten enligt Catalogue of Life. Arter enligt Fishbase:
- Arapaima
  - Arapaima agassizii
  - Arapaima (Arapaima gigas)
  - Arapaima leptosoma
  - Arapaima mapae
- Heterotis
  - Fanntang (Heterotis niloticus)

## Bildgalleri

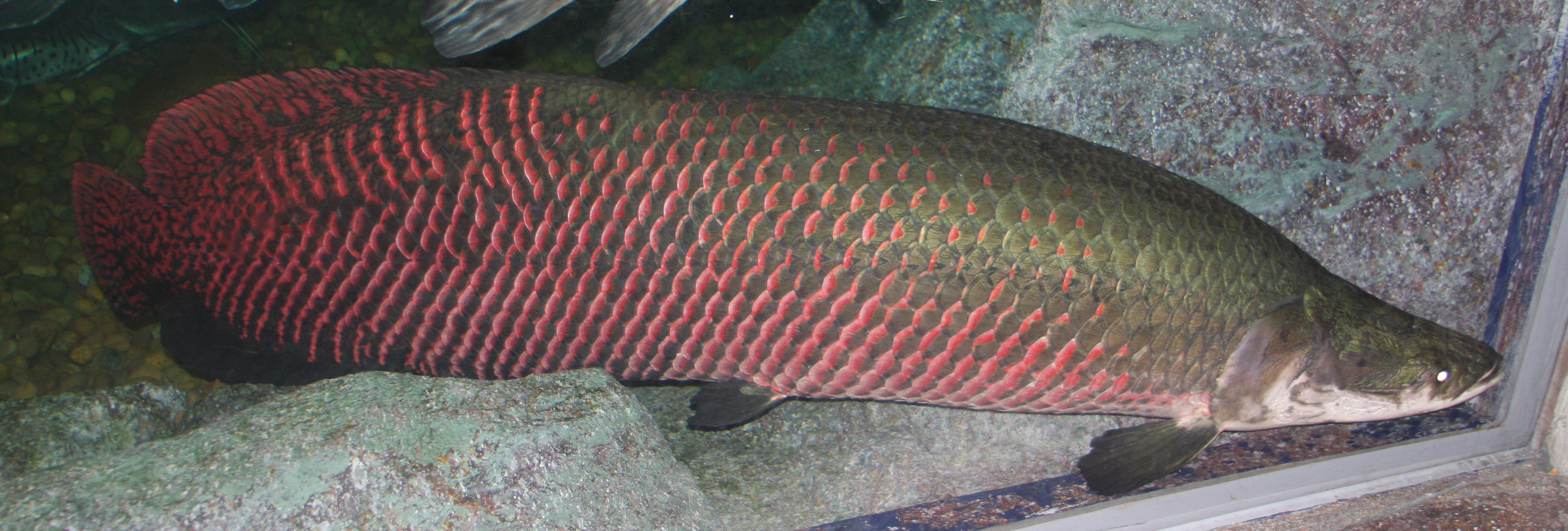
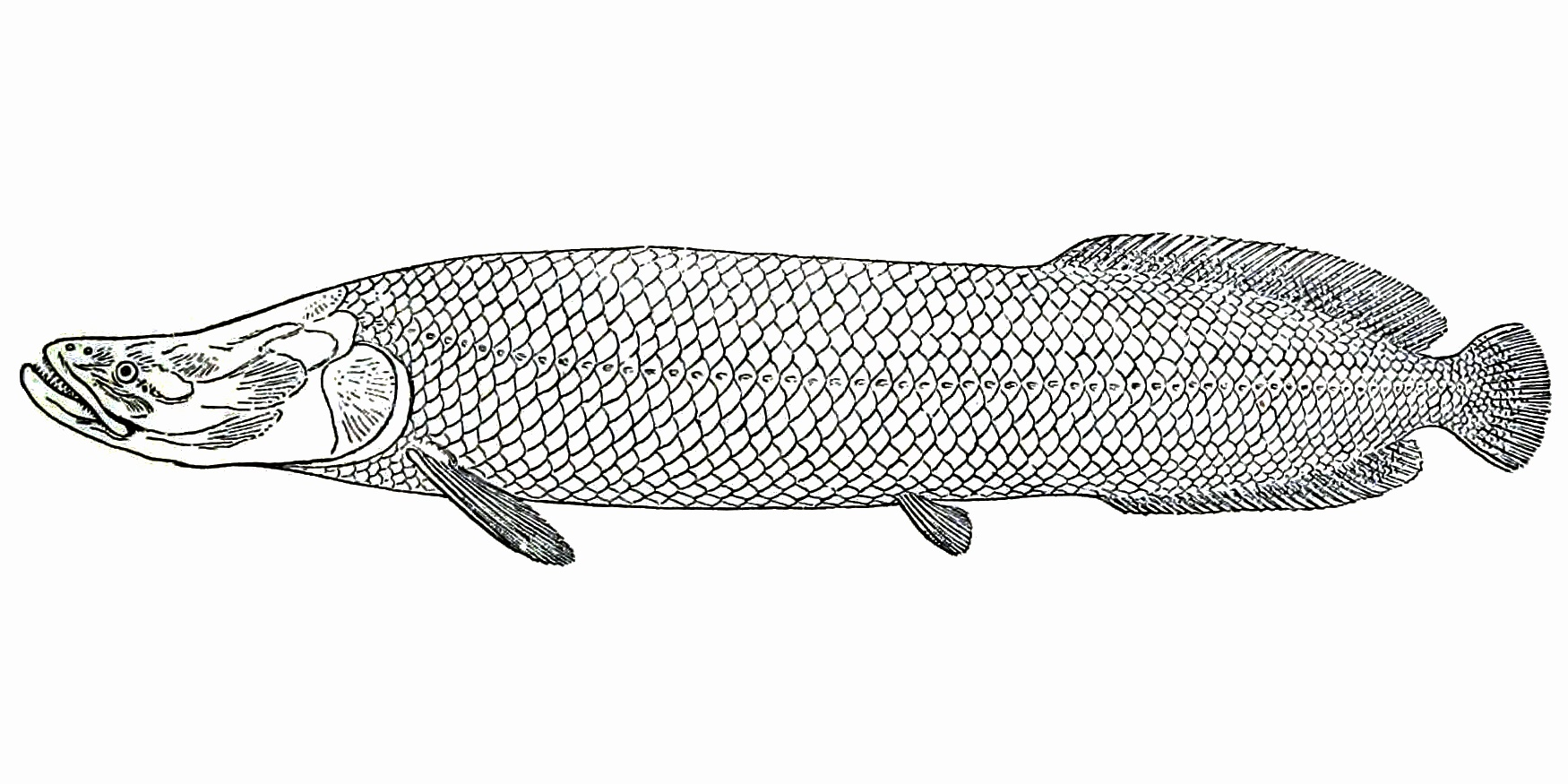